# 京都コンピュータ学院
京都コンピュータ学院（きょうとコンピュータがくいん、英称：Kyoto Computer Gakuin: aka. Kyoto School of Computer Science）は、京都府京都市にある私立専修学校。学校法人京都コンピュータ学園が運営する。

## 概観

### 学校全体
京都コンピュータ学院は1963年に創立された日本で最初のコンピュータ教育機関である。京都大学理学部（多くは宇宙物理学教室）出身の有志により設立された。コンピュータによる科学技術計算の研究会を母体とし、1969年に全日制の情報処理技術専門教育課程を設置し開学した。現在まで5万人以上の情報処理技術者ほか、多数のIT起業家を輩出している。グループ校として、情報技術分野では日本で最初の専門職大学院である京都情報大学院大学、京都で最も長い歴史と伝統がある京都自動車専門学校、留学生向けの京都日本語研修センターがある。また、学内には学院が過去に使用していたコンピュータ機器を歴史的財産として保管・管理している京都コンピュータ学院KCG資料館（分散コンピュータ博物館第一号）が設置されている。また、京都大学などの有名大学で教壇に立っていた教員が多数在籍しているのも特徴である。

### 建学の精神（校訓・理念・学是）
教育理念は
- コンピュータ技術の学問的性格を重視し、理論をおろそかにしない本格教育
- コンピュータ技術の進歩発展に対応する教育
- コンピュータ技術における創造的能力の養成
- 情報化社会における複眼視的思考力の養成
- 知性・感性ともにすぐれた人格の育成

である。

### 教育および研究
現在、洛北校、鴨川校、京都駅前校の3校に20の学科がある。 4年課程の学科は、文部科学大臣認定の職業実践専門課程であり、高度専門士の称号を付与することが認められている。優秀な研究作品は、KCG AWARDS -学生作品発表会-で発表される。

## 沿革

### 年表
- 1963年（昭和38年） - 前身となる「FORTRAN研究会」が長谷川靖子によって発足される。FORTRAN研究会は京都大学理学部（多くは宇宙物理）大学院出身者による研究員向けの講習会である。
- 1966年（昭和41年） - 「京都ソフトウェア研究会」に改称。
- 1968年（昭和43年） - 「京都ソフトウェア研究会付属京都電子計算機学院」に改称。
- 1969年（昭和44年） - 「京都コンピュータ学院」に改称し、日本で最初の高校卒業者を対象とした全日制情報処理技術専門教育課程を設置。創立者として長谷川繁雄が初代学院長に就く。
- 1986年（昭和61年） - 長谷川繁雄初代学院長永眠。第二代学院長として長谷川靖子（現職）が就く。
- 1993年（平成5年） - ロチェスター工科大学と学術文化交流を開始。
- 1996年（平成8年） - ロチェスター工科大学、天津外国語大学と姉妹校提携を結ぶ。
- 1997年（平成9年） - 西安外国語大学と教育提携を結ぶ。
- 1998年（平成10年） - 首都師範大学と教育提携を結ぶ。
- 1999年（平成11年） - 天津科技大学と日中合弁学科を開設。
- 2000年（平成12年） - アメリカ世界貿易センタービルにニューヨークオフィスを開設。
- 2000年（平成12年） - 上墅私立高級中学と姉妹校提携を結ぶ。
- 2001年（平成13年） - 同時多発テロ発生、ニューヨークオフィス全壊。
- 2002年（平成14年） - 北京第二外国語学院と教育提携を結ぶ。
- 2002年（平成14年） - 中国国家図書館に北京オフィスを開設。
- 2003年（平成15年） - 大連外国語大学、モンゴルビジネス大学と教育提携を結ぶ。
- 2004年（平成16年） - グループ校京都情報大学院大学を開設。
- 2004年（平成16年） - ニューヨークオフィスをロックフェラー・センタービルに移転。
- 2004年（平成16年） - 高麗大学校情報保護大学院と教育提携を結ぶ。
- 2004年（平成16年） - 京都駅前校新館竣工。「自動車制御学科」を開設。
- 2005年（平成17年） - 韓国電子通信研究院と事業交流提携締結。
- 2005年（平成17年） - オストラバ工科大学と友好提携締結。
- 2005年（平成17年） - 文部科学省告示にて、情報工学科が高度専門士の称号付与学科として認可される。
- 2006年（平成18年） - 学院長・長谷川靖子が財団法人日本ITU協会より「国際協力特別賞」を受賞。[2]
- 2007年（平成19年） - 南京工業大学、北京商貿学校、長春大学光華学院との協力協定締結。
- 2007年（平成19年） - 国立済州大学校との協力協定締結。
- 2008年（平成20年） - 洛陽総合高等学校、京都聖カタリナ高等学校との学校連携事業協定を締結
- 2009年（平成21年） - 京都コンピュータ学院KCG資料館が分散コンピュータ博物館第一号に認定される。
- 2009年（平成21年） - 京都コンピュータ学院所蔵のTOSBAC-3400、OKITAC-4300Cシステムが一般社団法人情報処理学会より情報処理技術遺産に認定される。[3]
- 2009年（平成21年） - クラーク記念国際高等学校京都キャンパス、つくば開成高等学校京都校と学校連携事業協定締結。
- 2011年（平成23年） - 京都コンピュータ学院所蔵のNEAC-2206が一般社団法人情報処理学会より情報処理技術遺産に認定される。[4]
- 2012年（平成24年） - 京都コンピュータ学院所蔵のNEACシステム100が一般社団法人情報処理学会より情報処理技術遺産に認定される。[5]
- 2012年（平成24年） - 彦根総合高等学校と学校連携事業協定を締結。
- 2012年（平成24年） - 単位制を導入。
- 2013年（平成25年） - 国立京都国際会館で創立50周年記念式典および祝賀会を開催。
- 2013年（平成25年） - 京都コンピュータ学院所蔵のMZ-80Kが一般社団法人情報処理学会より情報処理技術遺産に認定される。[6]
- 2013年（平成25年） - 京都自動車専門学校をKCGグループに加える。
- 2013年（平成25年） - 京都マンガ・アニメ学会設立。
- 2014年（平成26年） - 情報処理科にIT声優コースを新設。
- 2015年（平成27年） - 古野電気株式会社と産学連携協定締結。
- 2015年（平成27年） - 京都コンピュータ学院所蔵のDigital Equipment Corporation(DEC)PDP8/Iが一般社団法人情報処理学会より情報処理技術遺産に認定。[7]
- 2015年（平成27年） - 京都コンピュータ学院所蔵のシャープ株式会社MZ-80Kと日本電気株式会社(NEC)のPC-8001が国立科学博物館より未来技術遺産に認定。[8]
- 2016年（平成28年） - マンガ・アニメ学科、応用情報学科の設置。
- 2016年（平成28年） - 京都コンピュータ学院所蔵の東京芝浦電気株式会社(現 株式会社東芝)TOSBAC-1100Dが一般社団法人情報処理学会より情報処理技術遺産に認定。[9]
- 2017年（平成29年） - 医療事務学科を新設。
- 2017年（平成29年） - 日本ユニシス株式会社（現 BIPROGY株式会社）と産学連携協定締結。
- 2019年（平成31年） - KCGベトナムハノイオフィス開設。
- 2022年（令和4年） - 国際応用情報学科（通信制）を新設。
- 2022年（令和4年） - 京都情報大学院大学京都本校百万遍キャンパス新校舎が完成。
- 2023年（令和5年） - 京都コンピュータ学院創立60周年・京都情報大学院大学創立20周年記念式典を開催。
- 2024年（令和6年） - ビジネス基礎科を情報ビジネス科に、医療事務学科をIT医療事務科に再編。
- 2025年（令和7年） - 京都情報大学院大学の法人名称を「学校法人情報大学」（The University of Informatics）に変更。

## 基礎データ

### 所在地
- 洛北校 - 京都府京都市左京区下鴨本町17
- 鴨川校 - 京都府京都市左京区田中下柳町11
- 京都駅前校 - 京都府京都市南区西九条寺ノ前町10-5

### 象徴
- スクールカラー

スクールカラーは京都大学のスクールカラー濃青に近い色で、KCGブルーと称している。これは創立メンバーが全員京都大学の大学院生、卒業生であったことに由来し、1998年に選定された。
- 徽章

グループの徽章としてkcg.eduが2003年より使われている。これは1995年にKCGグループが取得したドメイン名に由来する。アメリカ国外の教育機関が.eduドメインを認められるのは極めて例が少なく、日本では唯一である（.eduを参照）。このドメイン名は現在、グループ校の京都情報大学院大学が使用している。

## 教育

### 設置学科
2009年度4月入学生より5つの学系を中心に学科を再編。
- アート・デザイン学系
  - 芸術情報学科（全日制4年）
    - 芸術情報コース
    - マンガ・アニメコース

  - アート・デザイン学科（全日制3年）
    - アート・デザインコース
    - 国際マンガ・アニメテクノロジーコース（留学生対象）

  - マンガ・アニメ学科（全日制3年）
  - アート・デザイン基礎科（全日制2年）
    - アート・デザイン基礎コース
    - マンガ・アニメコース
    - 国際ICTビジネスコース（留学生対象）
- ビジネス学系
  - 経営情報学科（全日制4年）
    - 経営情報コース
    - データサイエンスコース

  - 応用情報学科（全日制3年）
    - 医療情報コース
    - 海洋ITコース
    - 農業ITコース
    - フィンテックコース
    - ビジネスITコース
    - 国際経営コース（留学生対象）
    - 国際自動車制御コース（留学生対象）

  - 情報ビジネス科（全日制2年）
  - IT医療事務科（全日制2年）
- コンピュータサイエンス学系
  - 情報科学科（全日制4年）
  - メディア情報学科（全日制3年）
  - ネットワーク学科（全日制3年）
  - 情報処理科（全日制2年）
    - 情報処理コース
    - IT声優コース
    - ロチェスター工科大学（RIT）大学院修士課程留学コース（4年制大学卒業者対象）
    - 国際ビジネスITコース（留学生対象）
    - KCGI併修コース（4年制大学または4年制専修学校専門課程卒業者対象）
- デジタルゲーム学系
  - ゲーム学科（全日制4年）
  - ゲーム開発学科（全日制3年）
  - ゲーム開発基礎科（全日制2年）
- エンジニアリング学系
  - 情報工学科（全日制4年）
    - 情報工学コース
    - 国際情報科学コース（留学生対象）
    - 国際芸術情報コース（留学生対象）
    - 国際経営情報コース（留学生対象）

  - コンピュータ工学科（全日制3年）
    - コンピュータ工学コース
    - 自動車制御コース
    - 国際情報コース（留学生対象）
    - 国際アート・デザインコース（留学生対象）
    - 国際観光情報コース（留学生対象）

  - コンピュータ工学基礎科（全日制2年）
    - コンピュータ工学基礎コース
    - 国際観光情報基礎コース（留学生対象）
- 国際応用情報学科（通信制4年）
- 情報コミュニケーション科（全日制1年）
  - 情報コミュニケーションコース
  - 大卒者スキルアップコース
  - イブニング1年コース
- 情報コミュニケーション科（夜間2年）

## 学校関係者と組織

### 学校関係者一覧
- 宮本正太郎 1976年〜1992年 名誉学院長職[11]

## 出身者
- 斉藤隆史 - 声優
- 芦達剛 - テクノブレイン代表取締役
- 茂山茂 - 狂言師

## 施設

### 校舎
- 鴨川校
  - 設置学科：アート・デザイン学系の各学科
  - 交通アクセス：京阪鴨東線出町柳駅または京都市営バス出町柳駅前下車、南へ徒歩1分。
- 洛北校
  - 設置学科：エンジニアリング学系の各学科
  - 交通アクセス：京都市営地下鉄北大路駅より東へ徒歩15分、または京都市営バス洛北高校前下車すぐ。
- 京都駅前校
  - 設置学科：ビジネス学系、コンピュータサイエンス学系、デジタルゲーム学系の各学科、情報コミュニケーション科
  - 交通アクセス：京都駅八条西口より西へ徒歩7分。

## 対外関係

### 姉妹校
- ロチェスター工科大学
- 天津科技大学
- 天津外国語学院
- 西安外国語学院
- 首都師範大学
- 東方財経日語大学
- 北京第二外国語学院
- 大連外国語大学
- 上墅私立高級中学
- モンゴルビジネス大学
- 高麗大学校情報保護大学院
- オストラバ工科大学

### グループ校
- 京都情報大学院大学
- 京都自動車専門学校
- 京都日本語研修センター

### オフィス
- KCGニューヨークオフィス
- KCG北京オフィス（中国国家図書館内）
- KCG大連オフィス
- KCG上海オフィス
- KCGベトナムハノイオフィス

### 関連会社
- 株式会社KCGキャリア

## 社会との関わり

### 諸外国へのコンピュータ教育支援活動
1989年以降、タイ、ガーナ、ポーランド、ケニア、ジンバブエをはじめ、20ヶ国以上の国々に対し、
パソコンの寄贈、講師の派遣、現地教員の技術研修などを実施している。
これらの活動に対し2006年、学院長・長谷川靖子が財団法人日本ITU協会より「国際協力特別賞」を受賞した。
独立行政法人国際協力機構の要請による、アフリカ、アジア、南アメリカの発展途上国の政府関係者や教育関係者の技術研修やIT教育カリキュラム設計や科目教授方法のサポートなどの活動も行っている。